# Masato Yamazaki (fodboldspiller, født 1981)
Masato Yamazaki (født 4. december 1981) er en japansk fodboldspiller.